# ベイビーレイズ (曲)
「ベイビーレイズ」は、ベイビーレイズの1枚目のシングル。2012年9月26日に、ポニーキャニオンより発売された。

## 概要
センターは林愛夏。
「ベイビーレイズ」は、MV発表以前に使われていた音源とは、演奏、ボーカルとも異なる。虎ノ門道場2012-08-18♯7以降振り付けが変更された。曲紹介は渡邊璃生による虎ノ門道場の稽古にて本人が考案した「それでは聴いてください、ベイビーレイズ始まりの曲、ベイビーレイズで『ベイビーレイズ』!!」。
アドトラックが渋谷駅、秋葉原駅、新宿駅、原宿、高田馬場駅付近を9月24日から9月30日まで走行。

## 収録曲

### 初回生産限定盤A
CD
1. ベイビーレイズ [3:09]
（作詞・作曲・編曲：塚本けむ）
  - ABCテレビ「ビーバップ！ハイヒール」10月エンディング曲
2. S.O.K. [3:25]
（作詞・作曲：ANCHANG、編曲：會田茂一）[3]
タイトルはサビ部分の歌詞「切ない乙女の片思い」の略。
3. Level 1 ～菊地パイセン Ver.～ [5:10]
（作詞：IQ KANAGAWA、作曲：YOFFY、編曲：大石憲一郎）
4. ベイビーレイズ (Instrumental)
5. S.O.K. (Instrumental)
6. Level 1 ～菊地パイセン Ver.～ (Instrumental)

DVD
1. 「ベイビーレイズ」Music Video[4]
2. 特典映像A ベイビーレイズの軌跡 -上巻-

特典
- 握手会参加券
- プレミアムイベント参加応募抽選シリアルナンバーカード
- オリジナル・トレーディングカード (タイプA) 全5種より1種

### 初回生産限定盤B
CD
1. ベイビーレイズ
2. S.O.K.
3. Level 1 ～自己紹介 Ver.～ [5:30][5]
（作詞：IQ KANAGAWA、作曲：YOFFY、編曲：大石憲一郎）
4. ベイビーレイズ (Instrumental)
5. S.O.K. (Instrumental)
6. Level 1 ～自己紹介 Ver.～ (Instrumental)

DVD
1. 「ベイビーレイズ」Music Video
2. 「ベイビーレイズ」Dance Version
3. 特典映像B ベイビーレイズの軌跡 -下巻-

特典
- 握手会参加券
- プレミアムイベント参加応募抽選シリアルナンバーカード
- オリジナル・トレーディングカード (タイプB) 全5種より1種

### 通常盤
CD
1. ベイビーレイズ
2. S.O.K.
3. ベイビーレイズ (Instrumental)
4. S.O.K. (Instrumental)

特典
初回生産分のみに封入。
- 握手会参加券
- プレミアムイベント参加応募抽選シリアルナンバーカード

## 関連ミニライブ
- 7月1日、アイドル横丁夏祭り!!〜2012〜（新木場スタジオコースト）で初お披露目。『ベイビーレイズ』を披露。
- 7月19日、アイドルイベント『えびすまつり』(渋谷REX)に出演。
- 7月23日、SUMMER FESTIVAL『WATER7(赤坂BLITZ)に出演。
- 7月25日、アイドルイベント『えびすまつり』(渋谷DESEO)に出演。
- 8月1日、アイドルイベント『えびすまつり』(渋谷REX)に出演。
- 8月5日、『TOKYO IDOL FESTIVAL(TIF)2012』に出演。新曲『S.O.K.』初披露。CDデビュー日が当日のMC菊地亜美から告げられた。
- 8月6日、OTODAMA x アイパラ presents『アイパラ夏休みスペシャル　暑中お見舞い申し上げます！』に出演。
- 8月10日、『打ち水ウィーク～有楽町七夕まつり～』に出演。
- 8月12日、梅田芸術劇場シアター・ドラマシティ『ウルトラパンチLIVE!! vol.1』に出演。
- 8月14日、『NIIGATA IDOL SUMMIT 2012 夏祭り Vol.4(新潟 The PLANET)』に出演。
- 8月19日、同事務所の9nineの『野音の9nine ～真夏に9nineを連れ出そう～』のオープニングアクトに出演。
- 8月20日、『2012夏サカスLIVE!!!』に出演。
- 8月26日、『ヨコハマアイドルフェスティバル2012in横浜アリーナ』(SUNPHONIX STUDIO HALL)に出演。
- 9月8日、渋谷クラブクアトロ『ウルトラパンチLIVE!! vol.2』に出演。
- 9月15日、エンタメライブ＠SARU】ファンタスティック(名古屋)出演。
- 9月16日、エンタメライブ】FUKUOKA IDOL PARADE(福岡)出演。
- 9月17日、【下北FM アイドル見本市Vol.5】出演。
- 10月7日、ミドリ電化 JR尼崎店。単独イベント。
- 10月8日、アイドリング!!!ニコはちライブに乗り込み。
- 10月11日、BEAST！＆かりーね。THE LIVE ～秋の大収穫祭～ 場所：渋谷O-East パーソナリティ出演：フォンチー他 ライブゲスト：アリス十番/ベイビーレイズ/YGA/THE ポッシボー他
- 10月13日、握手券を使い切れない方対応で、虎ノ門道場にて一斉握手会（当日のCDの販売、ライブ等は無し）。
- 10月14日、「SAPPORO IDOL PARADE」会場：Sound Lab mole出演：小桃音まい（第1部のみ）/ベイビーレイズ/フルーティー/Jewel Kiss/Why@DOLL/ほいっぷ★Girls/大隈りよん/ANGE LOID/小娘
- 10月19日、「シブカル祭。2012 」渋谷パルコ パート1店頭ステージ

## リリースイベント
- 9月23日、ららぽーと豊洲で開催の予定だったが雨天の為　ポニーキャニオン本社（虎ノ門道場）に場所を当日変更。『Level 1 ～自己紹介 Ver.～』初披露。
- 9月24日、武道館前～東京ドーム前～明治神宮からユースト生中継後、2.5D（渋谷PARCOパート1 6F）（CD事前予約者限定イベント）MC：バニラビーンズ
- 9月25日、CD店着日。イオンレイクタウンkaze 1F 翼の広場
- 9月26日、CD発売日。虎ノ門道場（ポニーキャニオン本社1F）。道場前にアドトラックが横付けにされる。ゲスト：AMEMIYA
- 9月27日、新星堂池袋サンシャインアルパ店。
- 9月28日、ヤマダ電機LABI1なんば店。
- 9月29日、都内にてスタンプラリー（傳谷⇒目黒、林⇒新宿、渡邉⇒高田馬場、高見⇒池袋、大矢⇒豊洲）、ラジオ生出演後、ベイビーレイズ リリイベ in 虎ノ門道場②（実質3）ゲスト：菊地亜美
- 9月30日、東京ドームシティラクーアガーデンステージ　MC：菊地智義 ゲスト：内田理央、清水富美加　二回目の公演は台風17号関東地方接近の為、握手会が中止。[6]

リリースイベント期間でCD3000枚の売り上げを目標にしたが、結果2535枚だった。